# Грамматический словарь русского языка А. А. Зализняка
Грамматический словарь русского языка (словарь Зализняка́) — составленный академиком А. А. Зализняком словарь приблизительно 100 тыс. слов русского языка с их полным морфологическим описанием. Словарь впервые был построен на основе системного подхода к описанию грамматических парадигм, включающему не только изменение буквенного состава слов, но и ударения. Методология была изложена автором в основополагающем труде по морфологии «Русское именное словоизменение» (М.: Наука, 1967; переиздание: М.: Языки славянской культуры, 2002); словник восходит (со значительными изменениями) к «Обратному словарю русского языка» (М.: Советская энциклопедия, 1974), составленному с использованием вычислительной техники на основе лексики из четырёх фундаментальных толковых словарей советского периода (словари Ушакова и Ожегова, а также малый и большой академические словари).
Словарь отражает (с помощью специальной системы условных обозначений) современное словоизменение, то есть склонение существительных, прилагательных, местоимений, числительных и спряжение глаголов. Словарь Зализняка является обратным словарём, где слова упорядочены по последним буквам. Кроме собственно перечня слов, в словаре содержится обширная вводная теоретическая часть с описанием всех вариантов, подвариантов и особых случаев склонения и спряжения в литературном русском языке. В последних изданиях было добавлено описание особенностей склонения имён собственных.
Словарь впервые был издан в 1977 году, с тех пор он неоднократно переиздавался с необходимыми изменениями и дополнениями (при этом для удобства ссылок вводная теоретическая часть во всех изданиях расположена на тех же самых страницах.) Электронная версия одного из первых изданий этого словаря легла в основу большинства современных компьютерных программ, работающих с русской морфологией: систем проверки орфографии, машинного перевода, автоматического реферирования и так далее.
Словарь Зализняка входит в список четырёх словарей, грамматик и справочников, рекомендованных в 2009 году Межведомственной комиссией по русскому языку при Минобрнауки и содержащих нормы современного русского литературного языка.